# Caravaggio (Lombardia)
Caravaggio (lombardul: Careàs) település Olaszországban, Lombardia régióban, Bergamo megyében. Lakosainak száma 16 142 fő (2023. január 1.). Caravaggio Misano di Gera d’Adda, Treviglio, Bariano, Calvenzano, Capralba, Morengo, Mozzanica, Brignano Gera d’Adda, Fornovo San Giovanni, Sergnano és Pagazzano községekkel határos.

## Népessége
A település népessége az elmúlt években az alábbi módon változott:
| Lakosok száma | 16 230 | 16 261 | 16 142 |
|               | 2017   | 2018   | 2023   |

## Híres emberek
Michelangelo Merisi da Caravaggio barokk festő a településről kapta a nevét.